# Allobracon
Allobracon is een geslacht van insecten uit de orde vliesvleugeligen (Hymenoptera) en de familie schildwespen (Braconidae).

## Soorten
- A. achterbergi Shimbori & Penteado-Dias, 2007
- A. amarantei Shimbori & Penteado-Dias, 2007
- A. carinatus Shimbori & Penteado-Dias, 2007
- A. chloripes Penteado-Dias & van Achterberg, 2004
- A. festivus (Clark, 1965)
- A. flavus Shimbori & Penteado-Dias, 2007
- A. gahani Wharton, 1993
- A. itanhy Shimbori & Penteado-Dias, 2007
- A. joanesi Shimbori & Penteado-Dias, 2007
- A. leguminis Wharton, 1993
- A. linhares Shimbori & Penteado-Dias, 2007
- A. mourei Shimbori & Penteado-Dias, 2007
- A. nigromarginatus (Clark, 1965)
- A. perpolitus (Clark, 1965)
- A. peruibe Shimbori & Penteado-Dias, 2007
- A. pilosipes (Ashmead, 1894)
- A. pinguipes (Clark, 1965)
- A. plaumanni (Clark, 1965)
- A. primus (Muesebeck, 1958)
- A. quasiperpolitus Shimbori & Penteado-Dias, 2007
- A. quebrangulo Shimbori & Penteado-Dias, 2007
- A. salesopolis Shimbori & Penteado-Dias, 2007
- A. scorteus (Clark, 1965)
- A. texensis Wharton, 1993